# Vuelta al Ecuador 2024
La Vuelta al Ecuador 2024, quarantesima edizione della corsa, valevole come prova dell'UCI America Tour 2025, si svolge in sette tappe dall'11 al 17 novembre 2024 per un totale di 1087,8 km con partenza da Calacalí e arrivo a Città Mitad del Mundo. La vittoria fu appannaggio dell'ecuadoriano Richard Huera, che completò il percorso in 26h31'34", davanti allo spagnolo Óscar Sevilla e al colombiano Nicolás Paredes

## Tappe
| Tappa  | Data        | Percorso                          | km     | Vincitore di tappa | Leader cl. generale |
| ------ | ----------- | --------------------------------- | ------ | ------------------ | ------------------- |
| 1ª     | 11 novembre | Calacalí > La Concordia           | 157,5  | Óscar Sevilla      | Óscar Sevilla       |
| 2ª     | 12 novembre | Valle Hermoso > Babahoyo          | 188,6  | Brayan Sánchez     | Óscar Sevilla       |
| 3ª     | 13 novembre | El Arenal > Alausí                | 125,2  | WIlson Haro        | Bryan Obando        |
| 4ª     | 14 novembre | Riobamba > Riobamba               | 129,6  | Cristian Pita      | Bryan Obando        |
| 5ª     | 15 novembre | Urbina > Machachi                 | 153,4  | Robinson Chalapud  | Bryan Obando        |
| 6ª     | 16 novembre | Machachi > Cotacachi              | 174    | Richard Huera      | Richard Huera       |
| 7ª     | 17 novembre | Atuntaqui > Città Mitad del Mundo | 159,5  | Juan Córdova       | Richard Huera       |
| Totale | Totale      | Totale                            | 1087,8 |                    |                     |

## Squadre e corridori partecipanti
Alla competizione hanno preso parte 15 squadre: 4 squadre con licenza Continental e 11 squadre locali, per un totale di 92 ciclisti iscritti.
| N.    | Cod. | Squadra                      |
| ----- | ---- | ---------------------------- |
| 1-5   | BGE  | Team Banco Guayaquil-Bianchi |
| 11-16 | MED  | Team Medellín-EPM            |
| 21-27 | BES  | Best PC                      |
| 31-36 | TSA  | Team Saitel                  |
| 41-45 | -    | Hino-One-La red-Suzuki       |
| 51-56 | -    | Origenes Coffee              |
| 61-66 | -    | Club Politachira             |
| 71-76 | -    | BTR Racing                   |

| N.      | Cod. | Squadra                                   |
| ------- | ---- | ----------------------------------------- |
| 81-85   | -    | Esparza Pergolas Isostar                  |
| 91-97   | -    | Team COAC San Gabriel Cine Cable Internet |
| 101-107 | -    | Team Toscana                              |
| 111-117 | -    | C&S Technology                            |
| 121-126 | -    | Sin Fronteras                             |
| 131-137 | -    | Club D.E.F. Halcones Unidos               |
| 141-145 | -    | Team Campo Fértil                         |

## Dettagli delle tappe

### 1ª tappa
- 11 novembre: Calacalí > La Concordia – 157,5 km[2]

Risultati
| Pos. | Corridore       | Squadra  | Tempo    |
| ---- | --------------- | -------- | -------- |
| 1    | Óscar Sevilla   | Medellín | 3h17'46" |
| 2    | Bryan Obando    | Best PC  | s.t.     |
| 3    | Nicolás Paredes | Hino     | a 4"     |

| Pos. | Corridore       | Squadra  | Tempo    |
| ---- | --------------- | -------- | -------- |
| 1    | Óscar Sevilla   | Medellín | 3h17'36" |
| 2    | Bryan Obando    | Best PC  | a 4"     |
| 3    | Nicolás Paredes | Hino     | a 10"    |

### 2ª tappa
- 12 novembre: Valle Hermoso > Babahoyo – 188,6 km[3]

Risultati
| Pos. | Corridore      | Squadra  | Tempo    |
| ---- | -------------- | -------- | -------- |
| 1    | Brayan Sánchez | Medellín | 4h38'24" |
| 2    | Cristian Pita  | Banco    | s.t.     |
| 3    | Róbigzon Oyola | Medellín | s.t.     |

| Pos. | Corridore       | Squadra  | Tempo    |
| ---- | --------------- | -------- | -------- |
| 1    | Óscar Sevilla   | Medellín | 7h56'00" |
| 2    | Bryan Obando    | Best PC  | a 4"     |
| 3    | Nicolás Paredes | Hino     | a 10"    |

### 3ª tappa
- 13 novembre: El Arenal > Alausí – 125,2 km[4]

Risultati
| Pos. | Corridore       | Squadra | Tempo    |
| ---- | --------------- | ------- | -------- |
| 1    | Wilson Haro     | Toscana | 1h58'44" |
| 2    | Sebastián Novoa | C&S     | a 10"    |
| 3    | Bryan Obando    | Best PC | s.t.     |

| Pos. | Corridore     | Squadra  | Tempo    |
| ---- | ------------- | -------- | -------- |
| 1    | Bryan Obando  | Best PC  | 9h54'48" |
| 2    | Óscar Sevilla | Medellín | s.t.     |
| 3    | Richard Huera | Best PC  | a 11"    |

### 4ª tappa
- 14 novembre: Riobamba > Riobamba – 129,6 km[5]

Risultati
| Pos. | Corridore     | Squadra | Tempo    |
| ---- | ------------- | ------- | -------- |
| 1    | Cristian Pita | Banco   | 3h00'08" |
| 2    | Richard Huera | Best PC | s.t.     |
| 3    | Byron Guamá   | Best PC | s.t.     |

| Pos. | Corridore     | Squadra  | Tempo     |
| ---- | ------------- | -------- | --------- |
| 1    | Bryan Obando  | Best PC  | 12h54'57" |
| 2    | Óscar Sevilla | Medellín | s.t.      |
| 3    | Richard Huera | Best PC  | a 4"      |

### 5ª tappa
- 15 novembre: Urbina > Machachi – 153,4 km[6]

Risultati
| Pos. | Corridore            | Squadra  | Tempo    |
| ---- | -------------------- | -------- | -------- |
| 1    | Robinson Chalapud    | Banco    | 3h56'09" |
| 2    | Carlos Andrés Parra  | Saitel   | s.t.     |
| 3    | Daniel Felipe Guzman | Origenes | a 7''    |

| Pos. | Corridore     | Squadra  | Tempo     |
| ---- | ------------- | -------- | --------- |
| 1    | Bryan Obando  | Best PC  | 16h52'07" |
| 2    | Óscar Sevilla | Medellín | s.t.      |
| 3    | Richard Huera | Best PC  | a 4"      |

### 6ª tappa
- 16 novembre: Machachi > Cotacachi – 174 km[7]

Risultati
| Pos. | Corridore     | Squadra | Tempo    |
| ---- | ------------- | ------- | -------- |
| 1    | Richard Huera | Best PC | 4h59'34" |
| 2    | Juan Córdova  | C&S     | a 1'01"  |
| 3    | Erik Caiza    | Saitel  | a 1'09"  |

| Pos. | Corridore     | Squadra  | Tempo     |
| ---- | ------------- | -------- | --------- |
| 1    | Richard Huera | Best PC  | 21h51'35" |
| 2    | Óscar Sevilla | Medellín | a 1'56"   |
| 3    | Bryan Obando  | Best PC  | a 1'58"   |

### 7ª tappa
- 17 novembre: Atuntaqui > Città Mitad del Mundo – 159,5 km[8]

Risultati
| Pos. | Corridore      | Squadra  | Tempo    |
| ---- | -------------- | -------- | -------- |
| 1    | Juan Córdova   | C&S      | 4h39'42" |
| 2    | Javier Jamaica | Medellín | a 7"     |
| 3    | Óscar Sevilla  | Medellín | a 14"    |

| Pos. | Corridore       | Squadra  | Tempo     |
| ---- | --------------- | -------- | --------- |
| 1    | Richard Huera   | Best PC  | 26h31'34" |
| 2    | Óscar Sevilla   | Medellín | a 1'49"   |
| 3    | Nicolás Paredes | Hino     | a 3'48"   |

## Evoluzione delle classifiche
| Tappa              | Vincitore          | Classifica generale Maglia gialla | Classifica scalatori Maglia a pois | Classifica giovani Maglia bianca | Classifica a squadre Numero |
| ------------------ | ------------------ | --------------------------------- | ---------------------------------- | -------------------------------- | --------------------------- |
| 1ª                 | Óscar Sevilla      | Óscar Sevilla                     | Segundo Navarrete                  | Jhoffre Polivio Imbaquingo       | Best PC                     |
| 2ª                 | Brayan Sánchez     | Óscar Sevilla                     | Segundo Navarrete                  | Jhoffre Polivio Imbaquingo       | Best PC                     |
| 3ª                 | Wilson Haro        | Bryan Obando                      | Juan Córdova                       | Jhoffre Polivio Imbaquingo       | Best PC                     |
| 4ª                 | Cristian Pita      | Bryan Obando                      | Esteban Villarreal                 | Jhoffre Polivio Imbaquingo       | Best PC                     |
| 5ª                 | Robinson Chalapud  | Bryan Obando                      | Javier Jamaica                     | Jhoffre Polivio Imbaquingo       | Best PC                     |
| 6ª                 | Richard Huera      | Richard Huera                     | Juan Córdova                       | Jhoffre Polivio Imbaquingo       | Best PC                     |
| 7ª                 | Juan Córdova       | Richard Huera                     | Juan Córdova                       | Jhoffre Polivio Imbaquingo       | Best PC                     |
| Classifiche finali | Classifiche finali | Richard Huera                     | Juan Córdova                       | Jhoffre Polivio Imbaquingo       | Best PC                     |

## Classifiche finali

### Classifica generale - Maglia gialla
| Pos. | Corridore             | Squadra  | Tempo     |
| ---- | --------------------- | -------- | --------- |
| 1    | Richard Huera         | Best PC  | 26h31'34" |
| 2    | Óscar Sevilla         | Medellín | a 1'49"   |
| 3    | Nicolás Paredes       | Hino     | a 3'48"   |
| 4    | Byron Guamá           | Best PC  | a 4'28"   |
| 5    | Wilson Haro           | Toscana  | a 5'17"   |
| 6    | W. Joel Fuertes       | C&S      | a 5'57"   |
| 7    | Bryan Obando          | Best PC  | a 5'59"   |
| 8    | J. Polivio Imbaquingo | Toscana  | a 7'13"   |
| 9    | Juan Córdova          | C&S      | a 9'11"   |
| 10   | Franklin Joel Revelo  | Saitel   | a 11'26"  |

### Classifica scalatori - Maglia a pois
| Pos. | Corridore              | Squadra  | Punti |
| ---- | ---------------------- | -------- | ----- |
| 1    | Juan Córdova           | C&S      | 43    |
| 2    | Javier Ernesto Jamaica | Medellín | 27    |
| 3    | Bryan Rosero           | COAC     | 23    |
| 4    | Segundo Navarrete      | Toscana  | 17    |
| 5    | Richard Huera          | Best PC  | 13    |

### Classifica giovani - Maglia bianca
| Pos. | Corridore            | Squadra  | Tempo     |
| ---- | -------------------- | -------- | --------- |
| 1    | J. P Imbaquingo      | Toscana  | 26h38'47" |
| 2    | Franklin Joel Revelo | Saitel   | a 4'13"   |
| 3    | Kevin Navas          | Banco    | a 5'18"   |
| 4    | A. David Palma       | COAC     | a 7'11"   |
| 5    | Daniel Felipe Guzman | Origenes | a 8'31"   |

### Classifica a squadre
| Pos. | Squadra           | Tempo     |
| ---- | ----------------- | --------- |
| 1    | Best PC           | 79'45'35" |
| 2    | C&S Technology    | a 11'02"  |
| 3    | Team Toscana      | a 19'07"  |
| 4    | Team Medellín-EPM | a 32'49"  |
| 5    | Team Saitel       | a 39'42"  |